# Яготинський механічний завод
Яготинський механічний завод — промислове підприємство, що розташоване в місті Яготин Яготинського району Київської області України.

## Історія
Підприємство було створено 1 квітня 1971 року як дослідно-механічний завод у складі Всесоюзного науково-виробничого об'єднання «Сахар» (об'єднувало Яготинський цукровий комбінат ім. Ілліча і побудований 1965 року Яготинський експериментальний цукровий завод). Основним завданням заводу було виготовлення експериментальних і дослідних зразків обладнання за технічними умовами відділів і лабораторій Всесоюзного науково-дослідного інституту цукрової промисловості, для чого на підприємстві було створено конструкторське бюро.
Зразки виготовленого механічним заводом нового, нестандартного та вдосконаленого обладнання проходили випробування на потужностях Яготинського експериментального цукрового заводу.
За радянських часів завод входив до числа провідних підприємств міста.
Після проголошення незалежності України державне підприємство було перетворено на орендне підприємство, а пізніше — реорганізовано у відкрите акціонерне товариство.
До 1997 року Яготинський механічний завод проводив випуск дослідних партій і малих серій устаткування на замовлення цукрових заводів, надалі номенклатура устаткування, що випускається для підприємств харчової промисловості, була розширена.

## Сучасний стан
Завод випускає обладнання для підприємств харчової промисловості, водоочисне обладнання, а також металоконструкції та інші металовироби господарсько-побутового призначення.